# The Voices of Our Ancestors

The Voices of Our Ancestors est une œuvre de Thea Musgrave composée en 2014.

## Contexte
The Voices of Our Ancestors est une œuvre en douze mouvements composée en 2014. C'est une œuvre pour quintette de cuivres, orgue, chœur, solistes et récitant. La pièce est basée sur des poèmes écrits dans de nombreuses langues (arabe, persan, hébreu, latin, grec, égyptien, chinois, sanskrit) tous traduits en anglais,.

## Analyse

### The Creation Hymn
The Creation Hymn fait office de genèse, où les timbres graves des cuivres s'ajoutent à la voix du récitant. Le récitant ne se trouve que dans le premier numéro de l'œuvre et ne réapparait pas dans les numéros suivants.

### Time
Time fait apparaître un chœur d’hommes chantant une complainte mélangée aux cuivres en sourdine

### You Will Die
You Will Die présente le chœur et l'orchestre en contrepoint. L'instrumentation présente un fort usage des cuivres sans qu'ils aient un aspect de fanfare.

### The Desolate City
The Desolate City présente un solo de ténor qui chante une ballade de comédie musicale.

### The Song of the Harper
The Song of the Harper laisse entendre la trompette dans un style lyrique et mélancolique.

## Discographie
- Thea Musgrave: The Voices of Our Ancestors, James Adams (orgue), Elijah Blaisdell (basse), Sarah Griffiths (soprano), Sishel Claverie (alto), Chad Kranak (ténor), New York Virtuoso Singers, American Brass Quintet, Harold Rosenbaum (direction), Lyrita, 2020, SRCD387